# Алистър Лийт
Алистър Лийт (на английски: Alister Seng Kym Leat; 14 април 1985 – 3 февруари 2014) е състезател по джудо от Нова Зеландия.
Представя страната си в категория до 66 килограма на световното първенство по джудо в Рио де Жанейро, Бразилия през 2013 година, попада в списъка на първите 30 джудисти в света.
Лийт извършва самоубийство по време на турнира по джудо European Open в София, България през 2014 година
По-малкият му брат Ейдриан Лийт (Adrian Leat; р. 1987, Австралия) посвещава на починалия си батко своя сребърен медал в категория до 73 килограма от турнира по джудо на Игрите на Британската общност в Глазгоу през юли 2014 г. Братята тренират заедно 20 години в North Shore club в Гленфийлд (предградие на Окланд).